# Konandikro
Konandikro  est une localité du centre de la Côte d'Ivoire et appartenant au département de Prikro, Région du N'zi-Comoé. La localité de Konandikro est un chef-lieu de commune.